# Уормбир, Отто
Отто Фредерик Уормбир (англ. Otto Frederick  Warmbier; 12 декабря 1994, Цинциннати, Огайо — 19 июня 2017, University of Cincinnati Medical Center) — американский студент, который был заключён в тюрьму в Северной Корее с марта 2016 по июнь 2017 года. Официальная версия обвинения — Уормбир попытался украсть агитационный плакат из гостиницы Янгакто, в которой он проживал в качестве туриста.

## Событие
Отто, которому тогда был 21 год, признался в краже плаката политической пропаганды и был приговорён к 15 годам исправительно-трудовых работ. Соединённые Штаты предприняли дипломатические попытки добиться освобождения Уормбира. Представитель Госдепартамента США заявил, что жёсткое наказание Уормбира было ответом на санкции США против Северной Кореи за её ядерную деятельность. По словам его отца Фреда Уормбира, признание Уормбира было принудительным, и он был похищен правительством Северной Кореи в политических целях.
Уормбир впал в кому в Северной Корее и был возвращён в США в июне 2017 года, после почти 18 месяцев пребывания в заключении в Северной Корее. По данным северокорейских властей, кома студента была результатом ботулизма и снотворного, но врачи США высказали сомнение в этом утверждении. Отто прибыл в Цинциннати 13 июня и был доставлен в Медицинский центр Университета Цинциннати для немедленной оценки и лечения. Ему был поставлен диагноз «тяжёлая неврологическая травма».
Спустя шесть дней после возвращения на родину, 19 июня 2017 года, Отто скончался в Медицинском центре при Университете Цинциннати, так и не придя в сознание. Его родители отказались от проведения вскрытия.

#### Заявление о пытках
Отец Отто считает, что он был «терроризирован и подвергнут жестокому обращению». Также в интервью телеканалу Fox News родители заявили о пытках, следы которых остались, в частности, на нижней челюсти и зубах их сына. Однако группа судмедэкспертов, которые проводили посмертный внешний осмотр и рентгенографию всего тела, отметила, что не обнаружила никаких следов пыток, но хорошее состояние зубов и кожного покрова, особенно с учётом того, что Отто провёл год в состоянии лежачего больного.

## Мнения экспертов
Попытка повторить проверенный приём и набрать пропагандистские очки обернулась пиар-катастрофой, которая сейчас КНДР очень некстати. Судьба Уормбира усиливает представление о КНДР как о стране, управляемой жестоким и иррациональным режимом, от которого можно ожидать буквально всего, – и, соответственно, льёт воду на мельницу тех, кто считает, что «профилактическая» военная операция против такого режима не только морально справедлива, но и стратегически рациональна.— Андрей Ланьков

У нас обычно говорят, что Отто Уормбир получил свои 15 лет за то, что сорвал со стены пропагандистский плакат. Это просто неправда. Товарищ купил тур в КНДР, а затем в новогоднюю ночь проник в служебное помещение внутри гостиницы, где висел большой пропагандистский настенный лозунг. Он пытался сорвать растяжку, но так как он был бухой, то не смог унести, после чего, по одной из версий, трепался об этом в присутствии охраны аэропорта. Уже во время вылета его выдернули и увели. Когда в Пекине его хватились, товарищ сказал, что плохо себя чувствовал, у него заболела голова, он хочет в больницу, поэтому только некоторое время спустя выяснилось, что он арестован. По моим ощущениям, дело было в том, что Отто Уормбир по пьяной лавке решил привезти из Северной Кореи экзотический трофей.— Константин Асмолов

Версия Тровика
Норвежский художник и путешественник Мортен Тровик сделал предположение, основываясь на информации, полученной из северокорейского источника, а также на своём личном опыте общения и проживания в стране, что официальная версия с кражей пропагандистского плаката является прикрытием для другого, более грубого, по северокорейским меркам, нарушения. 
В очень осторожных формулировках и полунамёках Мистер Пак дал понять, что в подпитии Отто нарисовал, написал или нацарапал что-то [...] на лице то ли Ким Ир Сена, то ли Ким Чен Ира. 
Также Тровик полагает, что показательное признание и судебный процесс были инспирированы, в первую очередь, для того, чтобы произвести впечатление на тех сотрудников гостиницы Янгакто, которые могли стать свидетелями такого поступка и распространить информацию о нём. Кроме того, Тровик предполагает, что в заключении Уормбир, шокированный назначенным ему тюремным сроком и находясь в состоянии стресса, предпринял попытку самоубийства через повешение. Основываясь на своём опыте общения с официальными представителями КНДР и собственном понимании их «корпоративного» стиля общения и тотальной бюрократизации, Тровик предполагает, что Уормбиру не была оказана необходимая экстренная медицинская помощь, что могло привести к непоправимым дегенеративным процессам в мозгу.
Неизвестно, много ли Отто знал о Северной Корее, собираясь отправиться в четырёхдневный новогодний тур в Пхеньян, но, скорее всего, примерно столько же, сколько и остальные туристы, прибывающие туда в первый раз, — то есть почти ничего. Скорее всего, он не был знаком с делами других арестованных американцев и почти наверняка не знал о практике вынесения строгих приговоров и освобождения задолго до истечения срока наказания. Поэтому он вполне мог принять приговор всерьёз, и мысль о 15 годах рабского труда на северокорейских каменоломнях испугала его до потери пульса. Я предполагаю, что через несколько дней после оглашения приговора Отто попытался повеситься в своей камере. Если его нашли не сразу, это могло привести к прекращению притока крови в мозг, что, в свою очередь, вызвало необратимые повреждения. В результате среди отвечавших за него чиновников началась паника, сопровождавшаяся перекладыванием ответственности и обвинениями в невыполнении служебных обязанностей (что в Северной Корее является гораздо более тяжким проступком, чем во многих других странах), ссорами по поводу того, кому отвечать за случившееся, и страхом перед внешнеполитическими последствиями. Тем временем Отто отвезли в лучший госпиталь в Пхеньяне, где к нему применили все возможные методы реанимации, подключили к дыхательному аппарату и всё такое. Он кое-как остался жив, но так и не пришёл в сознание. Это объясняет и то, почему сотрудникам шведского посольства отказали в посещениях после визита, состоявшегося 2 марта, вскоре после признания. Северокорейские власти просто не знали, что им делать: рассказать всё как есть, признав тем самым, что это стало результатом чересчур строгого приговора? Или тянуть время в надежде, что врачи, связанные подпиской о неразглашении, приведут его в порядок? Насколько я знаю северокорейцев с их фирменным страхом перед принятием решений, коллективной ответственностью, плохой координацией между различными подразделениями и секторами, где каждый стремится спасти свою шкуру, могло пройти достаточно времени между неудавшейся попыткой самоубийства и тем моментом, когда об этом наконец доложили наверх.   